# Donald Tardy

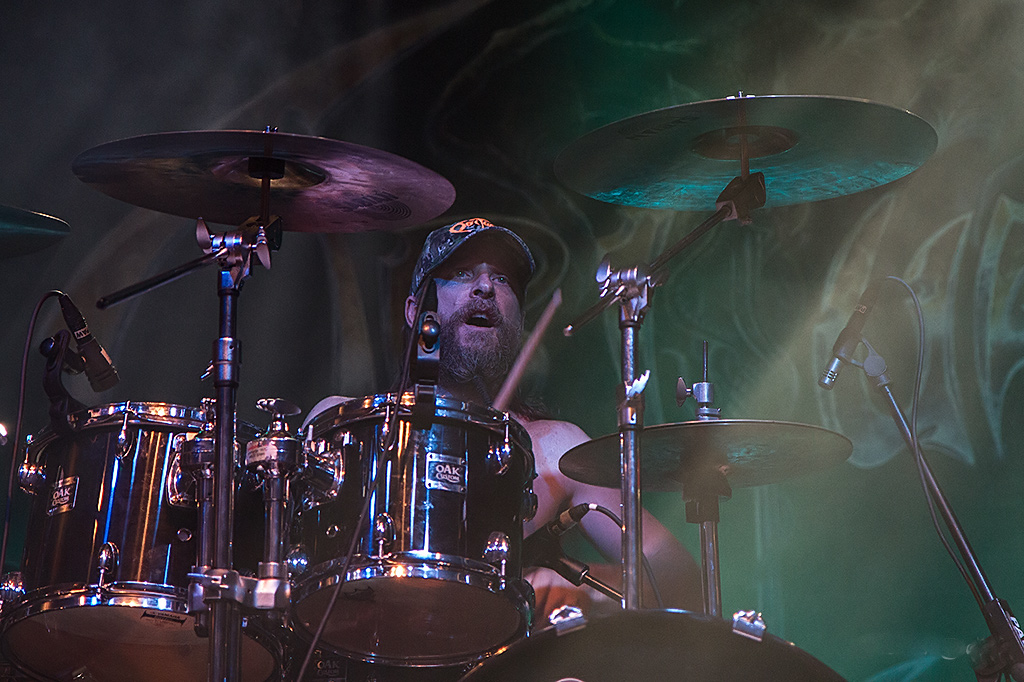
Donald Tardy als Schlagzeuger von Obituary (2012)

Donald Tardy ist ein US-amerikanischer Schlagzeuger, der die Death-Metal-Band Obituary in den 1980er-Jahren mitgründete und darüber hinaus auf Alben von Andrew W. K. und Meathook Seed zu hören ist. Zusammen mit seinem Bruder John Tardy initiierte er das Obituary-Seitenprojekt Tardy Brothers.

## Biografie
Tardy war Mitte der 1980er-Jahre Mitglied und Mitbegründer der Band Executioner, die sich zunächst 1987 in Xecutioner und 1989 in Obituary umbenannte. In dieser war und ist er bis zu deren Auflösung im Jahr 1998 und erneut seit der Wiedervereinigung 2004 aktiv. Anfang der 1990er-Jahre war er für kurze Zeit Mitglied bei Mitch Harris’ Projekt Meathook Seed und spielte das Schlagzeug für die Aufnahmen zum Album Embedded. Für die Aufnahmen zum 1999 erschienenen Meathook-Seed-Album B.I.B.L.E. (Basic Instructions Before Leaving Earth) kehrte er als Gastschlagzeuger zur Band zurück. Als Mitglied der Band von Andrew W. K. nahm er an den Aufnahmen zu dem Album I Get Wet teil und ging mit der Band in den folgenden Jahren auf Tournee. Bei dem 2008 gegründeten Death-Metal-Projekt Tardy Brothers, das er zusammen mit seinem Bruder John führt, ist er zusätzlich zum Schlagzeug auch an der E-Gitarre und am E-Bass zu hören.
Bei den Aufnahmen zum Album True Carnage der Band Six Feet Under war er als Schlagzeugtechniker beteiligt.

## Diskografie
Auswahl; nur Studioalben
Mit Obituary
- 1989: Slowly We Rot (Roadrunner Records)
- 1990: Cause of Death (Roadrunner Records)
- 1992: The End Complete (Roadrunner Records)
- 1994: World Demise (Roadrunner Records)
- 1997: Back from the Dead (Roadrunner Records)
- 2005: Frozen in Time (Roadrunner Records)
- 2007: Xecutioner’s Return (Candlelight Records)
- 2009: Darkest Day (Candlelight Records)
- 2014: Inked in Blood (Relapse Records)
- 2017: Obituary (Relapse Records)

Mit Meathook Seed
- 1993: Embedded (Earache Records)
- 1999: B.I.B.L.E. (Basic Instructions Before Leaving Earth) (Dream Catcher)

Mit Andrew W. K.
- 2001: I Get Wet (Mercury Records)

Mit Six Feet Under
- 2001: True Carnage (Metal Blade Records)

Mit Tardy Brothers
- 2009: Bloodline (Candlelight Records)